# Christopher Höher
Christopher Höher (Villach, 19 mei 1997) is een Oostenrijks autocoureur.

## Carrière
Höher reed voor het eerst in het karting in 2003 op vijfjarige leeftijd op de kartbaan in Millstatt. Tussen 2007 en 2012 reed hij in verschillende kartkampioenschappen in Oostenrijk, Duitsland, Italië en Hongarije. In 2010 werd hij derde in de Duna-Kupa-Pokal, ondanks dat hij enkele races niet reed. In 2011 stapte Höher over naar de KF3-klasse, waarin hij viermaal won in het kampioenschap op de kartbaan van Ampfing.
In 2012 testte Höher voor het eerst in het formuleracing op vijftienjarige leeftijd. Omdat hij hiermee nog niet de minimumleeftijd had bereikt voor een racelicentie, moest hij eerst verschillende examens ondergaan om deze te krijgen, waarbij hij beperkt werd tot een wagen met een maximale motorinhoud van 1400cc. Hij reed dat jaar zes Formule 3-races en won viermaal, twee keer op het Autodrom Most en eenmaal op zowel de Slovakiaring als het Automotodrom Brno. Hierdoor werd hij kampioen in het Oostenrijkse 1400cc-kampioenschap en werd daarmee de jongste Oostenrijker die dit deed.
In 2013 reed Höher met een 2000cc Formule 3-auto voor het team Franz Wöss Racing, maar was hij nog steeds te jong voor een echte racelicentie. In het voorjaar won hij de eerste races van het seizoen op de Hockenheimring, de Hungaroring, de Red Bull Ring en de Lausitzring. Door deze resultaten won hij de Oostenrijkse, Tsjechische en Hongaarse kampioenschappen, het FIA CEZ Central European Zone Circuit Championship, de REMUS-Formule 3-Pokal en de ESET V4 Cup.
In 2013 reed Höher ook voor het eerst in grote Formule 3-kampioenschappen. Eerst maakte hij zijn debuut in de Trophy-klasse van het Duitse Formule 3-kampioenschap voor Franz Wöss Racing in het raceweekend op de Lausitzring, waar hij in zijn enige raceweekend alle drie de races als tweede eindigde. Tevens reed was hij gastcoureur in het laatste raceweekend van de Europese F3 Open voor Team West-Tec F3, waar hij de races op het Circuit de Barcelona-Catalunya als 22e en 21e afsloot.
In 2014 maakte Höher de fulltime overstap naar het formuleracing in de Europese F3 Open, wat de naam had veranderd naar Euroformula Open, voor het team BVM Racing. Voorafgaand aan het seizoen reed hij ook in de winterrace van het kampioenschap op het Circuit Paul Ricard, waar hij voor West-Tec als zevende eindigde. In het hoofdkampioenschap reed hij niet in de eerste drie raceweekenden, maar vanaf het vierde weekend op de Hungaroring begon hij met deelnemen aan het kampioenschap. Tevens maakte hij op de Hungaroring in 2014 zijn debuut in de GP3 Series voor Jenzer Motorsport, waar hij voorafgaand aan het seizoen voor had getest. Hij verving hier de vaste coureur Adderly Fong, die een race in zijn thuisland China moest rijden.
In 2015 reed Höher niet fulltime in een kampioenschap, maar keerde voorafgaand aan het raceweekend op Silverstone wel terug in de GP3 als vervanger voor Samin Gómez bij het team Campos Racing.